# Blizzards

Blizzards — п‘ятий студійний альбом англійського продюсера електронної музики Натана Фейка, випущений 3 квітня 2020 року на лейблі Cambria Instruments.

## Список композицій
| #     | Назва               | Тривалість |
| ----- | ------------------- | ---------- |
| 1.    | «Cry Me a Blizzard» | 5:25       |
| 2.    | «Tbilisi»           | 4:01       |
| 3.    | «Pentiamonds»       | 5:07       |
| 4.    | «Stepping Stone»    | 7:14       |
| 5.    | «Ezekiel»           | 6:36       |
| 6.    | «North Brink»       | 3:44       |
| 7.    | «Vectra»            | 3:43       |
| 8.    | «Firmament»         | 8:46       |
| 9.    | «Torch Song»        | 5:25       |
| 10.   | «Eris & Dysnomia»   | 7:37       |
| 11.   | «Vitesse»           | 5:46       |
| 63:24 |                     |            |

## Персоналії
- Натан Фейк — автор музики, продюсування
- Clark — зведення (1, 9)
- Гай Деві — мастерінг